# Bald Knob
Bald Knob is een plaats (city) in de Amerikaanse staat Arkansas, en valt bestuurlijk gezien onder White County.

## Demografie
Bij de volkstelling in 2000 werd het aantal inwoners vastgesteld op 3210.
In 2006 is het aantal inwoners door het United States Census Bureau geschat op 3346.

## Geografie
Volgens het United States Census Bureau beslaat de plaats een oppervlakte van
11,8 km². Bald Knob ligt op ongeveer 256 m boven zeeniveau.